# Іван Богун (срібна монета)
«Іва́н Богу́н» — срібна пам'ятна монета номіналом 10 гривень, випущена Національним банком України, присвячена одному з видатних військових і політичних діячів, сподвижнику Богдана Хмельницького в Національно-визвольній війні українського народу 1648—1654 рр., полковнику кальницькому (вінницькому) — Івану Богуну.
Монету введено в обіг 6 вересня 2007 року. Вона належить до серії «Герої козацької доби».

## Опис монети та характеристики
| Номінал грн. | Метал            | Маса, г      | Діаметр, мм | Якість виготовлення | Гурт     | Тираж, штук |
| ------------ | ---------------- | ------------ | ----------- | ------------------- | -------- | ----------- |
| 10           | срібло 925 проби | 31,1 / 33,62 | 38,6        | пруф                | рифлений | 5 000       |

### Аверс
На аверсі монети зображена одна для всієї серії композиція, що відображає національну ідею Соборності України: з обох боків малого Державного герба України розміщені фігури архістратига Михаїла і коронованого лева — герби міст Києва та Львова. Навколо зображення розміщені стилізовані написи, розділені бароковим орнаментом: «УКРАЇНА», «10 ГРИВЕНЬ», «2007», позначення та проба металу — Ag 925 і його вага у чистоті — 31,1.

### Реверс

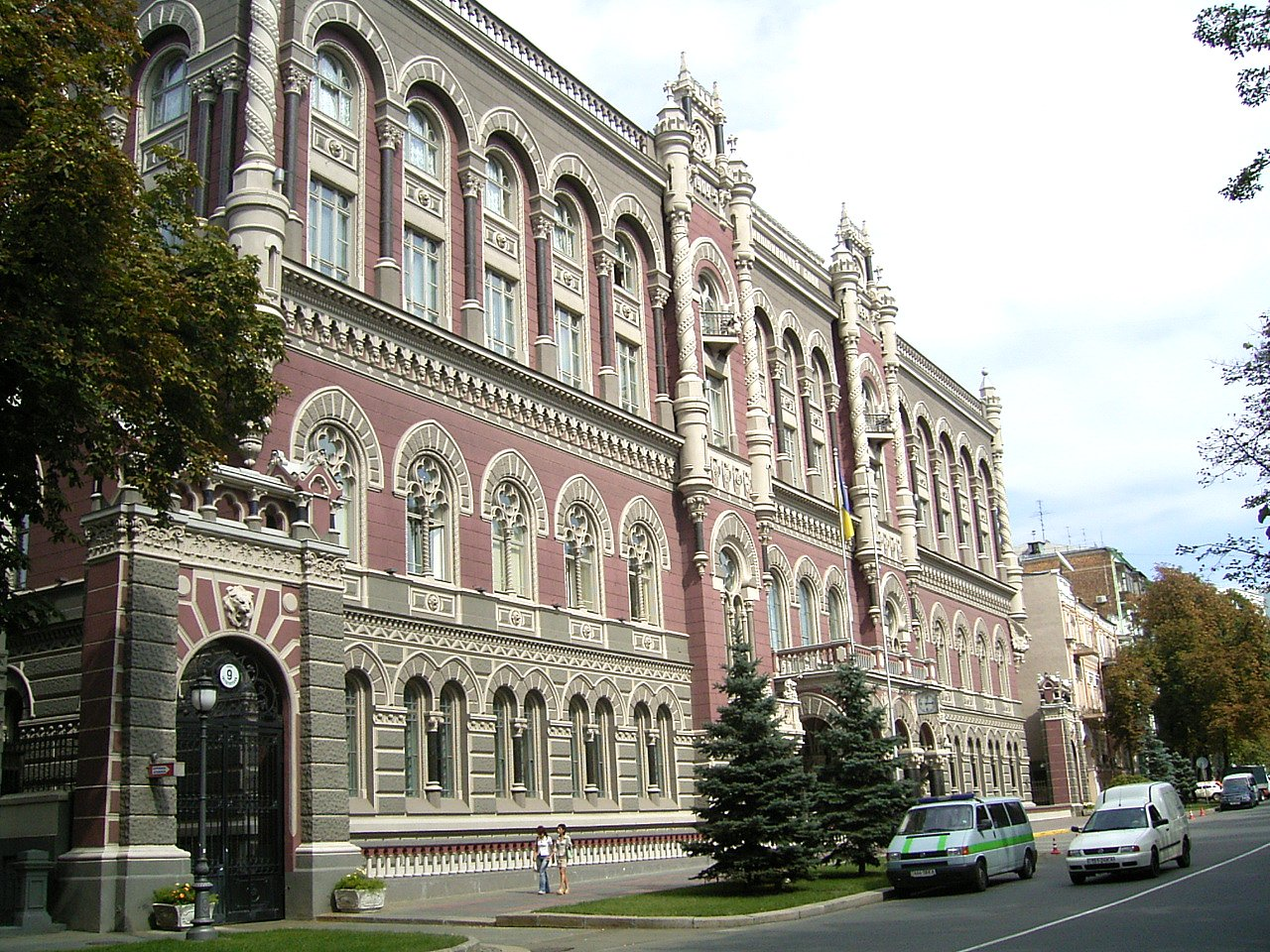
Будівля Національного банку України

На реверсі монети праворуч зображено батальну сцену — козаки в обороні, над якою — XVII/ст., ліворуч — профільний портрет Івана Богуна, під яким стилізований напис «ІВАН/БОГУН».

## Автори
- Художники: аверс: Івахненко Олександр, Іваненко Святослав; реверс: Таран Володимир, Харук Олександр, Харук Сергій.
- Скульптори: Іваненко Святослав, Атаманчук Володимир.

## Вартість монети
Ціна монети — 575 гривень була вказана на сайті Національного банку України в 2012 році.
Фактична приблизна вартість монети, з роками змінювалася так:
| Рік        | 2010 | 2011 | 2012 | 2013 | 2014 | 2015 | 2016 | 2017 | 2018 | 2019 | 2020 | 2021  | 2022  | 2023  | 2024  | 2025  |
| ---------- | ---- | ---- | ---- | ---- | ---- | ---- | ---- | ---- | ---- | ---- | ---- | ----- | ----- | ----- | ----- | ----- |
| Ціна, грн. | 500  | 550  | 680  | 600  | 449  | 600  | 700  | 860  | 830  | 790  | 880  | 1 100 | 1 300 | 2 300 | 3 100 | 3 700 |